# Bisdom Madison
Het bisdom Madison (Latijn: Dioecesis Madisonensis) is een rooms-katholiek bisdom met als zetel Madison, in de Amerikaanse staat Wisconsin. Het bisdom is suffragaan aan het aartsbisdom Milwaukee. 

## Geschiedenis
Het bisdom werd opgericht op 22 december 1945, uit delen van de bisdommen Green Bay en La Crosse, en het aartsbisdom Milwaukee.  
In 2005 raakte de Saint Raphael's Cathedral zwaar beschadigd bij een brand. In 2023 werd de Saint Bernard Cathedral de nieuwe kathedraal van het bisdom. 

## Parochies
Het bisdom had in 2021 een oppervlakte van 20.893 km2 en telde 1.073.723 inwoners waarvan 27,2% rooms-katholiek was.

## Bisschoppen
- William Patrick O’Connor (22 februari 1946 - 18 februari 1967)
  - Jerome Joseph Hastrich (hulpbisschop: 25 juli 1963 - 25 augustus 1969)
- Cletus Francis O’Donnell (18 februari 1967 - 28 april 1992)
  - George Otto Wirz (hulpbisschop: 10 december 1977 - 10 februari 2004)
- William Henry Bullock (13 april 1993 - 23 mei 2003)
- Robert Charles Morlino (23 mei 2003 - 24 november 2018)
- Donald Joseph Hying (25 april 2019 - heden)

## Galerij van afbeeldingen

Wapen van het bisdom
Vlag van het bisdom
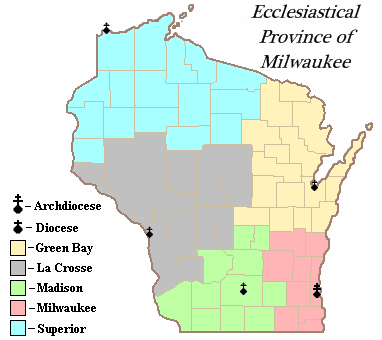
Kerkprovincie met aartsbisdom en suffragane bisdommen
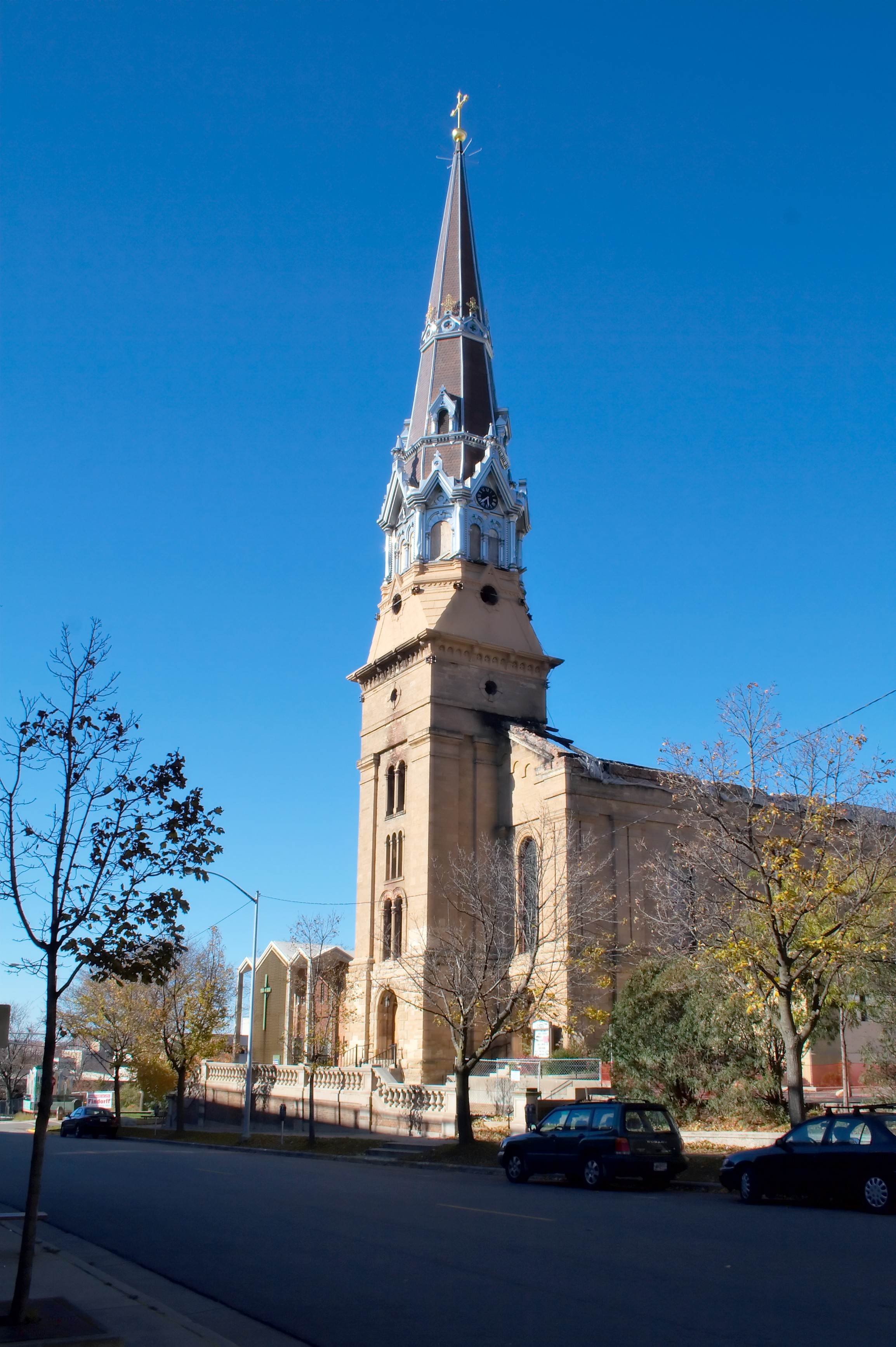
Saint Raphael's Cathedral, voormalige kathedraal van het bisdom'
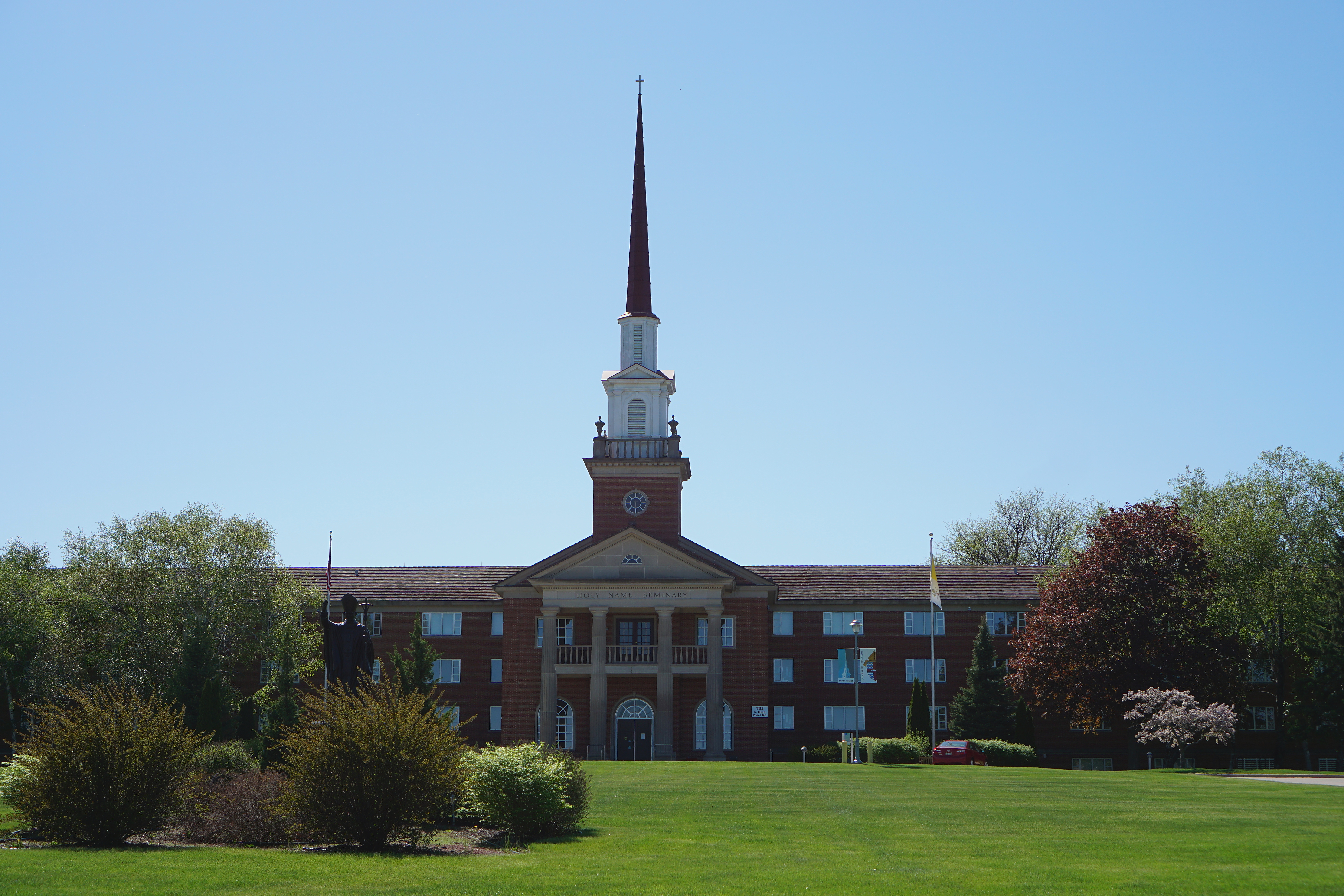
Voormalig seminarie Holy Name Seminary, nu een kantoorgebouw van het bisdom
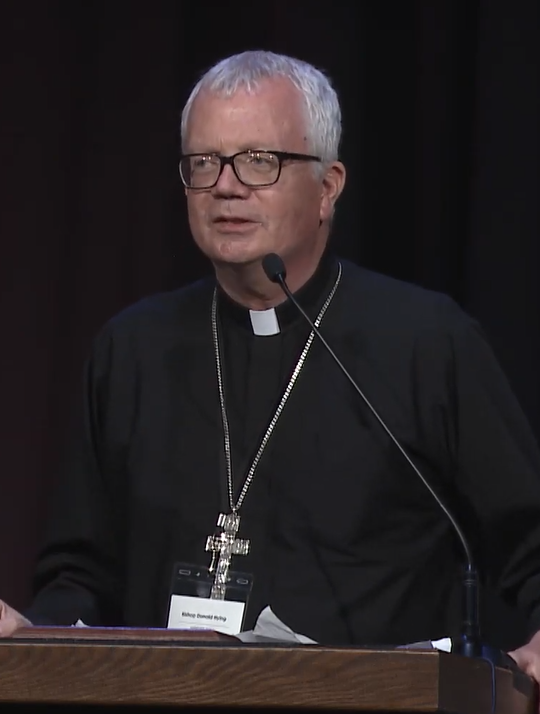
Bisschop Donald Joseph Hying (2019-heden)

Milwaukee (aartsbisdom) · Green Bay · La Crosse · Madison · Superior